# WTA-seizoen 2022
Het WTA-seizoen in 2022 bestaat uit de internationale tennistoernooien die door de WTA werden georganiseerd in het kalenderjaar 2022. In onderstaand overzicht zijn voor de overzichtelijkheid ook de grandslamtoernooien en de Billie Jean King Cup toegevoegd, hoewel deze door de ITF werden georganiseerd.

## Legenda

### Categoriekleuren
| Grandslamtoernooien        |
| Eindejaarskampioenschappen |
| WTA 1000                   |
| WTA 500                    |
| WTA 250                    |
| WTA 125                    |
| Toernooien voor teams      |

### Codering
De codering voor het aantal deelnemers is als volgt:
"128S/96Q/64D/32X" betekent:
- 128 deelnemers aan hoofdtoernooi vrouwenenkelspel (S)
- 96 deelnemers aan het vrouwenkwalificatietoernooi (Q)
- 64 koppels in het vrouwendubbelspel (D)
- 32 koppels in het gemengd dubbelspel (X)

Alle toernooien werden in principe buiten gespeeld, tenzij anders vermeld.
RR = groepswedstrijden ("round robin"), (i) = indoor (overdekt)

## WTA-toernooikalender

### Januari
| week van              | toernooi                                                                                            | winnares                              | verliezend finaliste                  | uitslag finale   |         |
| --------------------- | --------------------------------------------------------------------------------------------------- | ------------------------------------- | ------------------------------------- | ---------------- | ------- |
| 3 januari             | Adelaide International 1 Adelaide, Australië WTA 500 $ 703.580 - hardcourt - 30S/24Q/16D            | Ashleigh Barty                        | Jelena Rybakina                       | 6-3, 6-2         | details |
| 3 januari             | Adelaide International 1 Adelaide, Australië WTA 500 $ 703.580 - hardcourt - 30S/24Q/16D            | Ashleigh Barty Storm Sanders          | Darija Jurak-Schreiber Andreja Klepač | 6-1, 6-4         | details |
| 3 januari             | Melbourne Summer Set 1 Melbourne, Australië WTA 250 $ 239.477 - hardcourt - 32S/24Q/16D             | Simona Halep                          | Veronika Koedermetova                 | 6-2, 6-3         | details |
| 3 januari             | Melbourne Summer Set 1 Melbourne, Australië WTA 250 $ 239.477 - hardcourt - 32S/24Q/16D             | Asia Muhammad Jessica Pegula          | Sara Errani Jasmine Paolini           | 6-3, 6-1         | details |
| 3 januari             | Melbourne Summer Set 2 Melbourne, Australië WTA 250 $ 239.477 - hardcourt - 32S/24Q/16D             | Amanda Anisimova                      | Aljaksandra Sasnovitsj                | 7-5, 1-6, 6-4    | details |
| 3 januari             | Melbourne Summer Set 2 Melbourne, Australië WTA 250 $ 239.477 - hardcourt - 32S/24Q/16D             | Bernarda Pera Kateřina Siniaková      | Mayar Sherif Tereza Martincová        | 6-2, 6-7, [10-5] | details |
| 10 januari            | Sydney Tennis Classic Sydney, Australië WTA 500 $ 703.580 - hardcourt - 30S/24Q/16D                 | Paula Badosa                          | Barbora Krejčíková                    | 6-3, 4-6, 7-6    | details |
| 10 januari            | Sydney Tennis Classic Sydney, Australië WTA 500 $ 703.580 - hardcourt - 30S/24Q/16D                 | Anna Danilina Beatriz Haddad Maia     | Vivian Heisen Panna Udvardy           | 4-6, 7-5, [10-8] | details |
| 10 januari            | Adelaide International 2 Adelaide, Australië WTA 250 $ 239.477 - hardcourt - 32S/24Q/16D            | Madison Keys                          | Alison Riske                          | 6-1, 6-2         | details |
| 10 januari            | Adelaide International 2 Adelaide, Australië WTA 250 $ 239.477 - hardcourt - 32S/24Q/16D            | Eri Hozumi Makoto Ninomiya            | Tereza Martincová Markéta Vondroušová | 1-6, 7-6, [10-7] | details |
| 17 januari 24 januari | Australian Open Melbourne, Australië ITF grandslamtoernooi A$ 37.500.000 - hardcourt - 128S/64D/32X | Ashleigh Barty                        | Danielle Collins                      | 6-3, 7-6         | details |
| 17 januari 24 januari | Australian Open Melbourne, Australië ITF grandslamtoernooi A$ 37.500.000 - hardcourt - 128S/64D/32X | Barbora Krejčíková Kateřina Siniaková | Anna Danilina Beatriz Haddad Maia     | 6-7, 6-4, 6-4    | details |
| 17 januari 24 januari | Australian Open Melbourne, Australië ITF grandslamtoernooi A$ 37.500.000 - hardcourt - 128S/64D/32X | Kristina Mladenovic Ivan Dodig        | Jaimee Fourlis Jason Kubler           | 6-3, 6-4         | details |

### Februari
| week van    | toernooi                                                                                                | winnares                              | verliezend finaliste                 | uitslag finale   |         |
| ----------- | --- | ------------------------------------- | ------------------------------------ | ---------------- | ------- |
| 7 februari  | St. Petersburg Ladies' Trophy Sint-Petersburg, Rusland WTA 500 $ 703.580 - hardcourt (i) - 32S/32Q/16D  | Anett Kontaveit                       | Maria Sakkari                        | 5-7, 7-6, 7-5    | details |
| 7 februari  | St. Petersburg Ladies' Trophy Sint-Petersburg, Rusland WTA 500 $ 703.580 - hardcourt (i) - 32S/32Q/16D  | Anna Kalinskaja Caty McNally          | Alicja Rosolska Erin Routliffe       | 6-3, 6-7, [10-4] | details |
| 14 februari | Dubai Tennis Championships Dubai, Veren. Arabische Emiraten WTA 500 $ 703.580 - hardcourt - 32S/48Q/16D | Jeļena Ostapenko                      | Veronika Koedermetova                | 6-0, 6-4         | details |
| 14 februari | Dubai Tennis Championships Dubai, Veren. Arabische Emiraten WTA 500 $ 703.580 - hardcourt - 32S/48Q/16D | Veronika Koedermetova Elise Mertens   | Ljoedmyla Kitsjenok Jeļena Ostapenko | 6-1, 6-3         | details |
| 21 februari | Qatar TotalEnergies Open Doha, Qatar WTA 1000 $ 2.331.698 - hardcourt - 56S/32Q/28D                     | Iga Świątek                           | Anett Kontaveit                      | 6-2, 6-0         | details |
| 21 februari | Qatar TotalEnergies Open Doha, Qatar WTA 1000 $ 2.331.698 - hardcourt - 56S/32Q/28D                     | Cori Gauff Jessica Pegula             | Veronika Koedermetova Elise Mertens  | 3-6, 7-5, [10-5] | details |
| 21 februari | Abierto Zapopan Guadalajara, Mexico WTA 250 $ 239.477 - hardcourt - 32S/24Q/16D                         | Sloane Stephens                       | Marie Bouzková                       | 7-5, 1-6, 6-2    | details |
| 21 februari | Abierto Zapopan Guadalajara, Mexico WTA 250 $ 239.477 - hardcourt - 32S/24Q/16D                         | Kaitlyn Christian Lidzija Marozava    | Wang Xinyu Zhu Lin                   | 7-5, 6-3         | details |
| 28 februari | Lyon Open Lyon, Frankrijk WTA 250 $ 239.477 - hardcourt (i) - 32S/24Q/16D                               | Zhang Shuai                           | Dajana Jastremska                    | 3-6, 6-3, 6-4    | details |
| 28 februari | Lyon Open Lyon, Frankrijk WTA 250 $ 239.477 - hardcourt (i) - 32S/24Q/16D                               | Laura Siegemund Vera Zvonarjova       | Alicia Barnett Olivia Nicholls       | 7-5, 6-1         | details |
| 28 februari | Abierto GNP Seguros Monterrey, Mexico WTA 250 $ 239.477 - hardcourt - 32S/24Q/16D                       | Leylah Fernandez                      | María Camila Osorio Serrano          | 6-7, 6-4, 7-6    | details |
| 28 februari | Abierto GNP Seguros Monterrey, Mexico WTA 250 $ 239.477 - hardcourt - 32S/24Q/16D                       | Catherine Harrison Sabrina Santamaria | Han Xinyun Jana Sizikova             | 1-6, 7-5, [10-6] | details |

### Maart
| week van          | toernooi                                                                                       | winnares                            | verliezend finaliste                | uitslag finale   |         |
| ----------------- | ---------------------------------------------------------------------------------------------- | ----------------------------------- | ----------------------------------- | ---------------- | ------- |
| 7 maart 14 maart  | BNP Paribas Open Indian Wells, Verenigde Staten WTA 1000 $ 8.369.455 - hardcourt - 96S/48Q/32D | Iga Świątek                         | Maria Sakkari                       | 6-4, 6-1         | details |
| 7 maart 14 maart  | BNP Paribas Open Indian Wells, Verenigde Staten WTA 1000 $ 8.369.455 - hardcourt - 96S/48Q/32D | Xu Yifan Yang Zhaoxuan              | Asia Muhammad Ena Shibahara         | 7-5, 7-6         | details |
| 21 maart 28 maart | Miami Open Miami, Verenigde Staten WTA 1000 $ 8.369.455 - hardcourt - 96S/48Q/32D              | Iga Świątek                         | Naomi Osaka                         | 6-4, 6-0         | details |
| 21 maart 28 maart | Miami Open Miami, Verenigde Staten WTA 1000 $ 8.369.455 - hardcourt - 96S/48Q/32D              | Laura Siegemund Vera Zvonarjova     | Veronika Koedermetova Elise Mertens | 7-6, 7-5         | details |
| 28 maart          | Andalucia Open Marbella, Spanje WTA 125 $ 115.000 - gravel - 32S/–Q/8D                         | Mayar Sherif                        | Tamara Korpatsch                    | 7-6, 6-4         | details |
| 28 maart          | Andalucia Open Marbella, Spanje WTA 125 $ 115.000 - gravel - 32S/–Q/8D                         | Irina Maria Bara Ekaterine Gorgodze | Vivian Heisen Katarzyna Kawa        | 6-4, 3-6, [10-6] | details |

### April
| week van       | toernooi                                                                                    | winnares | verliezend finaliste | uitslag finale |         |
| -------------- | ------------------------------------------------------------------------------------------- | --- | --- | --- | ------- |
| 4 april        | Charleston Open Charleston, Verenigde Staten WTA 500 $ 888.636 - gravel - 56S/32Q/16D       | Belinda Bencic | Ons Jabeur | 6-1, 5-7, 6-4 | details |
| 4 april        | Charleston Open Charleston, Verenigde Staten WTA 500 $ 888.636 - gravel - 56S/32Q/16D       | Andreja Klepač Magda Linette | Lucie Hradecká Sania Mirza | 6-2, 4-6, [10-7] | details |
| 4 april        | Copa Colsanitas Bogota, Colombia WTA 250 $ 239.477 - gravel - 32S/24Q/16D                   | Tatjana Maria | Laura Pigossi | 6-3, 4-6, 6-2 | details |
| 4 april        | Copa Colsanitas Bogota, Colombia WTA 250 $ 239.477 - gravel - 32S/24Q/16D                   | Astra Sharma Aldila Sutjiadi | Emina Bektas Tara Moore | 4-6, 6-4, [11-9] | details |
| 11 april       | ITF Billie Jean King Cup (kwalificatieronde)                                                | Canada 4–0 Letland Italië 3–1 Frankrijk Kazachstan 3–1 Duitsland Polen 4–0 Roemenië Spanje 4–0 Nederland Tsjechië 3–2 Verenigd Koninkrijk Verenigde Staten 3–2 Oekraïne | Canada 4–0 Letland Italië 3–1 Frankrijk Kazachstan 3–1 Duitsland Polen 4–0 Roemenië Spanje 4–0 Nederland Tsjechië 3–2 Verenigd Koninkrijk Verenigde Staten 3–2 Oekraïne | Canada 4–0 Letland Italië 3–1 Frankrijk Kazachstan 3–1 Duitsland Polen 4–0 Roemenië Spanje 4–0 Nederland Tsjechië 3–2 Verenigd Koninkrijk Verenigde Staten 3–2 Oekraïne | details |
| 18 april       | Porsche Tennis Grand Prix Stuttgart, Duitsland WTA 500 $ 757.900 - gravel (i) - 28S/16Q/16D | Iga Świątek | Aryna Sabalenka | 6-2, 6-2 | details |
| 18 april       | Porsche Tennis Grand Prix Stuttgart, Duitsland WTA 500 $ 757.900 - gravel (i) - 28S/16Q/16D | Desirae Krawczyk Demi Schuurs | Cori Gauff Zhang Shuai | 6-3, 6-4 | details |
| 18 april       | Tennis Championship Istanbul Istanbul, Turkije WTA 250 $ 239.477 - gravel - 32S/24Q/16D     | Anastasija Potapova | Veronika Koedermetova | 6-3, 6-1 | details |
| 18 april       | Tennis Championship Istanbul Istanbul, Turkije WTA 250 $ 239.477 - gravel - 32S/24Q/16D     | Marie Bouzková Sara Sorribes Tormo | Natela Dzalamidze Kamilla Rachimova | 6-3, 6-4 | details |
| 25 april 2 mei | Mutua Madrid Open Madrid, Spanje WTA 1000 € 6.575.560 - gravel - 64S/48Q/30D                | Ons Jabeur | Jessica Pegula | 7-5, 0-6, 6-2 | details |
| 25 april 2 mei | Mutua Madrid Open Madrid, Spanje WTA 1000 € 6.575.560 - gravel - 64S/48Q/30D                | Gabriela Dabrowski Giuliana Olmos | Desirae Krawczyk Demi Schuurs | 7-6, 5-7, [10-7] | details |

### Mei
| week van      | toernooi                                                                                     | winnares                                          | verliezend finaliste               | uitslag finale   |         |
| ------------- | -------------------------------------------------------------------------------------------- | ------------------------------------------------- | ---------------------------------- | ---------------- | ------- |
| 2 mei         | L'Open 35 de Saint-Malo Saint-Malo, Frankrijk WTA 125 $ 115.000 - gravel - 32S/22Q/16D       | Beatriz Haddad Maia                               | Anna Blinkova                      | 7-6, 6-3         | details |
| 2 mei         | L'Open 35 de Saint-Malo Saint-Malo, Frankrijk WTA 125 $ 115.000 - gravel - 32S/22Q/16D       | Eri Hozumi Makoto Ninomiya                        | Estelle Cascino Jessika Ponchet    | 7-6, 6-1         | details |
| 9 mei         | Internazionali BNL d'Italia Rome, Italië WTA 1000 € 2.527.250 - gravel - 56S/32Q/28D         | Iga Świątek                                       | Ons Jabeur                         | 6-2, 6-2         | details |
| 9 mei         | Internazionali BNL d'Italia Rome, Italië WTA 1000 € 2.527.250 - gravel - 56S/32Q/28D         | Veronika Koedermetova Anastasija Pavljoetsjenkova | Gabriela Dabrowski Giuliana Olmos  | 1-6, 6-4, [10-7] | details |
| 9 mei         | Trophée Lagardère Parijs, Frankrijk WTA 125 $ 115.000 - gravel - 32S/8Q/16D                  | Claire Liu                                        | Beatriz Haddad Maia                | 6-3, 6-4         | details |
| 9 mei         | Trophée Lagardère Parijs, Frankrijk WTA 125 $ 115.000 - gravel - 32S/8Q/16D                  | Beatriz Haddad Maia Kristina Mladenovic           | Oksana Kalasjnikova Miyu Kato      | 5-7, 6-4, [10-4] | details |
| 9 mei         | Liqui Moly Open Karlsruhe, Duitsland WTA 125 $ 115.000 - gravel - 32S/–Q/8D                  | Mayar Sherif                                      | Bernarda Pera                      | 6-2, 6-4         | details |
| 9 mei         | Liqui Moly Open Karlsruhe, Duitsland WTA 125 $ 115.000 - gravel - 32S/–Q/8D                  | Mayar Sherif Panna Udvardy                        | Jana Sizikova Alison Van Uytvanck  | 5-7, 6-4, [10-2] | details |
| 16 mei        | Internationaux de Strasbourg Straatsburg, Frankrijk WTA 250 $ 251.750 - gravel - 32S/16Q/16D | Angelique Kerber                                  | Kaja Juvan                         | 7-6, 6-7, 7-6    | details |
| 16 mei        | Internationaux de Strasbourg Straatsburg, Frankrijk WTA 250 $ 251.750 - gravel - 32S/16Q/16D | Nicole Melichar-Martinez Daria Saville            | Lucie Hradecká Sania Mirza         | 5-7, 7-5, [10-6] | details |
| 16 mei        | GP de SAR La Princesse Lalla Meryem Rabat, Marokko WTA 250 $ 251.750 - gravel - 32S/16Q/16D  | Martina Trevisan                                  | Claire Liu                         | 6-2, 6-1         | details |
| 16 mei        | GP de SAR La Princesse Lalla Meryem Rabat, Marokko WTA 250 $ 251.750 - gravel - 32S/16Q/16D  | Eri Hozumi Makoto Ninomiya                        | Monica Niculescu Aleksandra Panova | 6-7, 6-3, [10-8] | details |
| 23 mei 30 mei | Roland Garros Parijs, Frankrijk ITF grandslamtoernooi € 21.800.000 - gravel - 128S/64D/32X   | Iga Świątek                                       | Cori Gauff                         | 6-1, 6-3         | details |
| 23 mei 30 mei | Roland Garros Parijs, Frankrijk ITF grandslamtoernooi € 21.800.000 - gravel - 128S/64D/32X   | Caroline Garcia Kristina Mladenovic               | Cori Gauff Jessica Pegula          | 2-6, 6-3, 6-2    | details |
| 23 mei 30 mei | Roland Garros Parijs, Frankrijk ITF grandslamtoernooi € 21.800.000 - gravel - 128S/64D/32X   | Ena Shibahara Wesley Koolhof                      | Ulrikke Eikeri Joran Vliegen       | 7-6, 6-2         | details |
| 30 mei        | Makarska Open Makarska, Kroatië WTA 125 $ 115.000 - gravel - 32S/5Q/8D                       | Jule Niemeier                                     | Elisabetta Cocciaretto             | 7-5, 6-1         | details |
| 30 mei        | Makarska Open Makarska, Kroatië WTA 125 $ 115.000 - gravel - 32S/5Q/8D                       | Dalila Jakupović Tena Lukas                       | Olga Danilović Aleksandra Krunić   | 5-7, 6-2, [10-5] | details |

### Juni
| week van       | toernooi                                                                                                 | winnares                              | verliezend finaliste                   | uitslag finale    |         |
| -------------- | --- | ------------------------------------- | -------------------------------------- | ----------------- | ------- |
| 6 juni         | Libéma Open Rosmalen, Nederland WTA 250 $ 251.750 - gras - 32S/24Q/16D                                   | Jekaterina Aleksandrova               | Aryna Sabalenka                        | 7-5, 6-0          | details |
| 6 juni         | Libéma Open Rosmalen, Nederland WTA 250 $ 251.750 - gras - 32S/24Q/16D                                   | Ellen Perez Tamara Zidanšek           | Veronika Koedermetova Elise Mertens    | 6-3, 5-7, [12-10] | details |
| 6 juni         | Rothesay Open Nottingham Nottingham, Verenigd Koninkrijk WTA 250 $ 251.750 - gras - 32S/24Q/16D          | Beatriz Haddad Maia                   | Alison Riske                           | 6-4, 1-6, 6-3     | details |
| 6 juni         | Rothesay Open Nottingham Nottingham, Verenigd Koninkrijk WTA 250 $ 251.750 - gras - 32S/24Q/16D          | Beatriz Haddad Maia Zhang Shuai       | Caroline Dolehide Monica Niculescu     | 7-6, 6-3          | details |
| 6 juni         | Open Internacional de Valencia Valencia, Spanje WTA 125 $ 115.000 - gravel - 32S/11Q/8D                  | Zheng Qinwen                          | Wang Xiyu                              | 6-4, 4-6, 6-3     | details |
| 6 juni         | Open Internacional de Valencia Valencia, Spanje WTA 125 $ 115.000 - gravel - 32S/11Q/8D                  | Aliona Bolsova Rebeka Masarova        | Aleksandra Panova Arantxa Rus          | 6-0, 6-3          | details |
| 13 juni        | Bett1open Berlijn, Duitsland WTA 500 $ 757.900 - gras - 32S/24Q/16D                                      | Ons Jabeur                            | Belinda Bencic                         | 6-3, 2-1, opg.    | details |
| 13 juni        | Bett1open Berlijn, Duitsland WTA 500 $ 757.900 - gras - 32S/24Q/16D                                      | Storm Sanders Kateřina Siniaková      | Alizé Cornet Jil Teichmann             | 6-4, 6-3          | details |
| 13 juni        | Rothesay Classic Birmingham Birmingham, Verenigd Koninkrijk WTA 250 $ 251.750 - gras - 32S/24Q/16D       | Beatriz Haddad Maia                   | Zhang Shuai                            | 5-4, opg.         | details |
| 13 juni        | Rothesay Classic Birmingham Birmingham, Verenigd Koninkrijk WTA 250 $ 251.750 - gras - 32S/24Q/16D       | Ljoedmyla Kitsjenok Jeļena Ostapenko  | Elise Mertens Zhang Shuai              | walk-over         | details |
| 13 juni        | Veneto Open Gaiba, Italië WTA 125 $ 115.000 - gras - 32S/–Q/16D                                          | Alison Van Uytvanck                   | Sara Errani                            | 6-4, 6-3          | details |
| 13 juni        | Veneto Open Gaiba, Italië WTA 125 $ 115.000 - gras - 32S/–Q/16D                                          | Madison Brengle Claire Liu            | Vitalia Djatsjenko Oksana Kalasjnikova | 6-4, 6-3          | details |
| 20 juni        | Rothesay International Eastbourne Eastbourne, Verenigd Koninkrijk WTA 500 $ 757.900 - gras - 48S/16Q/16D | Petra Kvitová                         | Jeļena Ostapenko                       | 6-3, 6-2          | details |
| 20 juni        | Rothesay International Eastbourne Eastbourne, Verenigd Koninkrijk WTA 500 $ 757.900 - gras - 48S/16Q/16D | Aleksandra Krunić Magda Linette       | Ljoedmyla Kitsjenok Jeļena Ostapenko   | walk-over         | details |
| 20 juni        | Bad Homburg Open Bad Homburg, Duitsland WTA 250 $ 251.750 - gras - 32S/8Q/16D                            | Caroline Garcia                       | Bianca Andreescu                       | 6-7, 6-4, 6-4     | details |
| 20 juni        | Bad Homburg Open Bad Homburg, Duitsland WTA 250 $ 251.750 - gras - 32S/8Q/16D                            | Eri Hozumi Makoto Ninomiya            | Alicja Rosolska Erin Routliffe         | 6-4, 6-7, [10-5]  | details |
| 27 juni 4 juli | Wimbledon Londen, Verenigd Koninkrijk ITF grandslamtoernooi £ 19.450.000 - gras - 128S/128Q/64D/32X      | Jelena Rybakina                       | Ons Jabeur                             | 3-6, 6-2, 6-2     | details |
| 27 juni 4 juli | Wimbledon Londen, Verenigd Koninkrijk ITF grandslamtoernooi £ 19.450.000 - gras - 128S/128Q/64D/32X      | Barbora Krejčíková Kateřina Siniaková | Elise Mertens Zhang Shuai              | 6-2, 6-4          | details |
| 27 juni 4 juli | Wimbledon Londen, Verenigd Koninkrijk ITF grandslamtoernooi £ 19.450.000 - gras - 128S/128Q/64D/32X      | Desirae Krawczyk Neal Skupski         | Samantha Stosur Matthew Ebden          | 6-4, 6-3          | details |

### Juli
| week van | toernooi                                                                            | winnares                               | verliezend finaliste                    | uitslag finale   |         |
| -------- | ----------------------------------------------------------------------------------- | -------------------------------------- | --------------------------------------- | ---------------- | ------- |
| 4 juli   | Nordea Open Båstad, Zweden WTA 125 $ 115.000 - gravel - 32S/–Q/16D                  | Jang Su-jeong                          | Rebeka Masarova                         | 3-6, 6-3, 6-1    | details |
| 4 juli   | Nordea Open Båstad, Zweden WTA 125 $ 115.000 - gravel - 32S/–Q/16D                  | Misaki Doi Rebecca Peterson            | Mihaela Buzărnescu Irina Chromatsjova   | walk-over        | details |
| 4 juli   | Grand Est Open 88 Contrexéville, Frankrijk WTA 125 $ 115.000 - gravel - 32S/8Q/8D   | Sara Errani                            | Dalma Gálfi                             | 6-4, 1-6, 7-6    | details |
| 4 juli   | Grand Est Open 88 Contrexéville, Frankrijk WTA 125 $ 115.000 - gravel - 32S/8Q/8D   | Ulrikke Eikeri Tereza Mihalíková       | Han Xinyun Aleksandra Panova            | 7-6, 6-2         | details |
| 11 juli  | Ladies Open Lausanne Lausanne, Zwitserland WTA 250 $ 251.750 - gravel - 32S/24Q/16D | Petra Martić                           | Olga Danilović                          | 6-4, 6-2         | details |
| 11 juli  | Ladies Open Lausanne Lausanne, Zwitserland WTA 250 $ 251.750 - gravel - 32S/24Q/16D | Olga Danilović Kristina Mladenovic     | Ulrikke Eikeri Tamara Zidanšek          | walk-over        | details |
| 11 juli  | Hungarian Grand Prix Boedapest, Hongarije WTA 250 $ 251.750 - gravel - 32S/24Q/16D  | Bernarda Pera                          | Aleksandra Krunić                       | 6-3, 6-3         | details |
| 11 juli  | Hungarian Grand Prix Boedapest, Hongarije WTA 250 $ 251.750 - gravel - 32S/24Q/16D  | Ekaterine Gorgodze Oksana Kalasjnikova | Katarzyna Piter Kimberley Zimmermann    | 1-6, 6-4, [10-6] | details |
| 18 juli  | Hamburg European Open Hamburg, Duitsland WTA 250 $ 251.750 - gravel - 32S/24Q/16D   | Bernarda Pera                          | Anett Kontaveit                         | 6-2, 6-4         | details |
| 18 juli  | Hamburg European Open Hamburg, Duitsland WTA 250 $ 251.750 - gravel - 32S/24Q/16D   | Sophie Chang Angela Kulikov            | Miyu Kato Aldila Sutjiadi               | 6-3, 4-6, [10-6] | details |
| 18 juli  | Palermo Ladies Open Palermo, Italië WTA 250 $ 251.750 - gravel - 32S/24Q/16D        | Irina-Camelia Begu                     | Lucia Bronzetti                         | 6-2, 6-2         | details |
| 18 juli  | Palermo Ladies Open Palermo, Italië WTA 250 $ 251.750 - gravel - 32S/24Q/16D        | Anna Bondár Kimberley Zimmermann       | Amina Ansjba Panna Udvardy              | 6-3, 6-2         | details |
| 25 juli  | Prague Open Praag, Tsjechië WTA 250 $ 251.750 - hardcourt - 32S/24Q/16D             | Marie Bouzková                         | Anastasija Potapova                     | 6-0, 6-3         | details |
| 25 juli  | Prague Open Praag, Tsjechië WTA 250 $ 251.750 - hardcourt - 32S/24Q/16D             | Anastasija Potapova Jana Sizikova      | Angelina Gaboejeva Anastasija Zacharova | 6-3, 6-4         | details |
| 25 juli  | Poland Open Warschau, Polen WTA 250 $ 251.750 - gravel - 32S/24Q/16D                | Caroline Garcia                        | Ana Bogdan                              | 6-4, 6-1         | details |
| 25 juli  | Poland Open Warschau, Polen WTA 250 $ 251.750 - gravel - 32S/24Q/16D                | Anna Danilina Anna-Lena Friedsam       | Katarzyna Kawa Alicja Rosolska          | 6-4, 5-7, [10-5] | details |

### Augustus
| week van                | toernooi                                                                                            | winnares                              | verliezend finaliste                    | uitslag finale    |         |
| ----------------------- | --------------------------------------------------------------------------------------------------- | ------------------------------------- | --------------------------------------- | ----------------- | ------- |
| 1 augustus              | Silicon Valley Classic San José, Verenigde Staten WTA 500 $ 757.900 - hardcourt - 28S/16Q/16D       | Darja Kasatkina                       | Shelby Rogers                           | 6-7, 6-1, 6-2     | details |
| 1 augustus              | Silicon Valley Classic San José, Verenigde Staten WTA 500 $ 757.900 - hardcourt - 28S/16Q/16D       | Xu Yifan Yang Zhaoxuan                | Shuko Aoyama Chan Hao-ching             | 7-5, 6-0          | details |
| 1 augustus              | Citi Open Washington, Verenigde Staten WTA 250 $ 251.750 - hardcourt - 32S/16Q/16D                  | Ljoedmila Samsonova                   | Kaia Kanepi                             | 4-6, 6-3, 6-3     | details |
| 1 augustus              | Citi Open Washington, Verenigde Staten WTA 250 $ 251.750 - hardcourt - 32S/16Q/16D                  | Jessica Pegula Erin Routliffe         | Anna Kalinskaja Caty McNally            | 6-3, 5-7, [12-10] | details |
| 1 augustus              | Iași Open Iași, Roemenië WTA 125 $ 115.000 - gravel - 32S/15Q/16D                                   | Ana Bogdan                            | Panna Udvardy                           | 6-2, 3-6, 6-1     | details |
| 1 augustus              | Iași Open Iași, Roemenië WTA 125 $ 115.000 - gravel - 32S/15Q/16D                                   | Darja Astachova Andreea Roșca         | Réka Luca Jani Panna Udvardy            | 7-5, 5-7, [10-7]  | details |
| 8 augustus              | National Bank Open Toronto, Canada WTA 1000 $ 2.527.250 - hardcourt - 56S/32Q/28D                   | Simona Halep                          | Beatriz Haddad Maia                     | 6-3, 2-6, 6-3     | details |
| 8 augustus              | National Bank Open Toronto, Canada WTA 1000 $ 2.527.250 - hardcourt - 56S/32Q/28D                   | Cori Gauff Jessica Pegula             | Nicole Melichar-Martinez Ellen Perez    | 6-4, 6-7, [10-5]  | details |
| 8 augustus              | Thoreau Tennis Open Concord, Verenigde Staten WTA 125 $ 115.000 - hardcourt - 32S/16Q/14D           | Coco Vandeweghe                       | Bernarda Pera                           | 6-3, 5-7, 6-4     | details |
| 8 augustus              | Thoreau Tennis Open Concord, Verenigde Staten WTA 125 $ 115.000 - hardcourt - 32S/16Q/14D           | Varvara Flink Coco Vandeweghe         | Peangtarn Plipuech Moyuka Uchijima      | 6-3, 7-6          | details |
| 15 augustus             | Western & Southern Open Cincinnati, Verenigde Staten WTA 1000 $ 2.527.250 - hardcourt - 56S/32Q/28D | Caroline Garcia                       | Petra Kvitová                           | 6-2, 6-4          | details |
| 15 augustus             | Western & Southern Open Cincinnati, Verenigde Staten WTA 1000 $ 2.527.250 - hardcourt - 56S/32Q/28D | Ljoedmyla Kitsjenok Jeļena Ostapenko  | Nicole Melichar-Martinez Ellen Perez    | 7-6, 6-3          | details |
| 15 augustus             | Odlum Brown VanOpen Vancouver, Canada WTA 125 $ 115.000 - hardcourt - 32S/16Q/16D                   | Valentini Grammatikopoulou            | Lucia Bronzetti                         | 6-2, 6-4          | details |
| 15 augustus             | Odlum Brown VanOpen Vancouver, Canada WTA 125 $ 115.000 - hardcourt - 32S/16Q/16D                   | Miyu Kato Asia Muhammad               | Tímea Babos Angela Kulikov              | 6-3, 7-5          | details |
| 22 augustus             | Tennis in the Land Cleveland, Verenigde Staten WTA 250 $ 251.750 - hardcourt - 32S/16Q/16D          | Ljoedmila Samsonova                   | Aljaksandra Sasnovitsj                  | 6-1, 6-3          | details |
| 22 augustus             | Tennis in the Land Cleveland, Verenigde Staten WTA 250 $ 251.750 - hardcourt - 32S/16Q/16D          | Nicole Melichar-Martinez Ellen Perez  | Anna Danilina Aleksandra Krunić         | 7-5, 6-3          | details |
| 22 augustus             | Championnats Banque Nationale Granby, Canada WTA 250 $ 251.750 - hardcourt - 32S/16Q/16D            | Darja Kasatkina                       | Daria Saville                           | 6-4, 6-4          | details |
| 22 augustus             | Championnats Banque Nationale Granby, Canada WTA 250 $ 251.750 - hardcourt - 32S/16Q/16D            | Alicia Barnett Olivia Nicholls        | Harriet Dart Rosalie van der Hoek       | 5-7, 6-3, [10-1]  | details |
| 29 augustus 5 september | US Open New York, Verenigde Staten ITF grandslamtoernooi $ 30.051.000 - hardcourt - 128S/64D/32X    | Iga Świątek                           | Ons Jabeur                              | 6-2, 7-6          | details |
| 29 augustus 5 september | US Open New York, Verenigde Staten ITF grandslamtoernooi $ 30.051.000 - hardcourt - 128S/64D/32X    | Barbora Krejčíková Kateřina Siniaková | Caty McNally Taylor Townsend            | 3-6, 7-5, 6-1     | details |
| 29 augustus 5 september | US Open New York, Verenigde Staten ITF grandslamtoernooi $ 30.051.000 - hardcourt - 128S/64D/32X    | Storm Sanders John Peers              | Kirsten Flipkens Édouard Roger-Vasselin | 4-6, 6-4, [10-7]  | details |

### September
| week van     | toernooi                                                                             | winnares                              | verliezend finaliste                     | uitslag finale   |         |
| ------------ | ------------------------------------------------------------------------------------ | ------------------------------------- | ---------------------------------------- | ---------------- | ------- |
| 5 september  | Open delle Puglie Bari, Italië WTA 125 $ 115.000 - gravel - 32S/8Q/15D               | Julia Grabher                         | Nuria Brancaccio                         | 6-4, 6-2         | details |
| 5 september  | Open delle Puglie Bari, Italië WTA 125 $ 115.000 - gravel - 32S/8Q/15D               | Elisabetta Cocciaretto Olga Danilović | Andrea Gámiz Eva Vedder                  | 6-2, 6-3         | details |
| 12 september | Chennai Open Chennai, India WTA 250 $ 251.750 - hardcourt - 32S/24Q/16D              | Linda Fruhvirtová                     | Magda Linette                            | 4-6, 6-3, 6-4    | details |
| 12 september | Chennai Open Chennai, India WTA 250 $ 251.750 - hardcourt - 32S/24Q/16D              | Gabriela Dabrowski Luisa Stefani      | Anna Blinkova Natela Dzalamidze          | 6-1, 6-2         | details |
| 12 september | Zavarovalnica Sava Portorož, Slovenië WTA 250 $ 251.750 - hardcourt - 32S/24Q/16D    | Kateřina Siniaková                    | Jelena Rybakina                          | 6-7, 7-6, 6-4    | details |
| 12 september | Zavarovalnica Sava Portorož, Slovenië WTA 250 $ 251.750 - hardcourt - 32S/24Q/16D    | Marta Kostjoek Tereza Martincová      | Cristina Bucșa Tereza Mihalíková         | 6-4, 6-0         | details |
| 12 september | Țiriac Foundation Trophy Boekarest, Roemenië WTA 125 $ 115.000 - gravel - 32S/16Q/8D | Irina-Camelia Begu                    | Réka Luca Jani                           | 6-3, 6-3         | details |
| 12 september | Țiriac Foundation Trophy Boekarest, Roemenië WTA 125 $ 115.000 - gravel - 32S/16Q/8D | Aliona Bolsova Andrea Gámiz           | Réka Luca Jani Panna Udvardy             | 7-5, 6-3         | details |
| 19 september | Toray Pan Pacific Open Tokio, Japan WTA 500 $ 757.900 - hardcourt - 28S/24Q/16D      | Ljoedmila Samsonova                   | Zheng Qinwen                             | 7-5, 7-5         | details |
| 19 september | Toray Pan Pacific Open Tokio, Japan WTA 500 $ 757.900 - hardcourt - 28S/24Q/16D      | Gabriela Dabrowski Giuliana Olmos     | Nicole Melichar-Martinez Ellen Perez     | 6-4, 6-4         | details |
| 19 september | Korea Open Seoel, Zuid-Korea WTA 250 $ 251.750 - hardcourt - 32S/24Q/16D             | Jekaterina Aleksandrova               | Jeļena Ostapenko                         | 7-6, 6-0         | details |
| 19 september | Korea Open Seoel, Zuid-Korea WTA 250 $ 251.750 - hardcourt - 32S/24Q/16D             | Kristina Mladenovic Yanina Wickmayer  | Asia Muhammad Sabrina Santamaria         | 6-3, 6-2         | details |
| 19 september | Budapest Open Boedapest, Hongarije WTA 125 $ 115.000 - gravel - 32S/16Q/14D          | Tamara Korpatsch                      | Viktoriya Tomova                         | 7-6, 6-7, 6-0    | details |
| 19 september | Budapest Open Boedapest, Hongarije WTA 125 $ 115.000 - gravel - 32S/16Q/14D          | Anna Bondár Kimberley Zimmermann      | Jesika Malečková Renata Voráčová         | 6-3, 2-6, [10-5] | details |
| 26 september | Parma Ladies Open Parma, Italië WTA 250 $ 251.750 - gravel - 32S/24Q/16D             | Mayar Sherif                          | Maria Sakkari                            | 7-5, 6-3         | details |
| 26 september | Parma Ladies Open Parma, Italië WTA 250 $ 251.750 - gravel - 32S/24Q/16D             | Anastasia Dețiuc Miriam Kolodziejová  | Arantxa Rus Tamara Zidanšek              | 1-6, 6-3, [10-8] | details |
| 26 september | Tallinn Open Tallinn, Estland WTA 250 $ 251.750 - hardcourt (i) - 32S/24Q/16D        | Barbora Krejčíková                    | Anett Kontaveit                          | 6-2, 6-3         | details |
| 26 september | Tallinn Open Tallinn, Estland WTA 250 $ 251.750 - hardcourt (i) - 32S/24Q/16D        | Ljoedmyla Kitsjenok Nadija Kitsjenok  | Nicole Melichar-Martinez Laura Siegemund | 7-5, 4-6, [10-7] | details |

### Oktober
| week van              | toernooi | winnares                               | verliezend finaliste                  | uitslag finale   |         |
| --------------------- | --- | -------------------------------------- | ------------------------------------- | ---------------- | ------- |
| 3 oktober             | Agel Open Ostrava, Tsjechië WTA 500 $ 757.900 - hardcourt (i) - 28S/24Q/16D                                       | Barbora Krejčíková                     | Iga Świątek                           | 5-7, 7-6, 6-3    | details |
| 3 oktober             | Agel Open Ostrava, Tsjechië WTA 500 $ 757.900 - hardcourt (i) - 28S/24Q/16D                                       | Caty McNally Alycia Parks              | Alicja Rosolska Erin Routliffe        | 6-3, 6-2         | details |
| 3 oktober             | Jasmin Open Monastir, Tunesië WTA 250 $ 251.750 - hardcourt - 32S/21Q/16D                                         | Elise Mertens                          | Alizé Cornet                          | 6-2, 6-0         | details |
| 3 oktober             | Jasmin Open Monastir, Tunesië WTA 250 $ 251.750 - hardcourt - 32S/21Q/16D                                         | Kristina Mladenovic Kateřina Siniaková | Miyu Kato Angela Kulikov              | 6-2, 6-0         | details |
| 10 oktober            | San Diego Open San Diego, Verenigde Staten WTA 500 $ 757.900 - hardcourt - 28S/24Q/16D                            | Iga Świątek                            | Donna Vekić                           | 6-3, 3-6, 6-0    | details |
| 10 oktober            | San Diego Open San Diego, Verenigde Staten WTA 500 $ 757.900 - hardcourt - 28S/24Q/16D                            | Cori Gauff Jessica Pegula              | Gabriela Dabrowski Giuliana Olmos     | 1-6, 7-5, [10-4] | details |
| 10 oktober            | Transylvania Open Cluj-Napoca, Roemenië WTA 250 $ 251.750 - hardcourt (i) - 32S/24Q/16D                           | Anna Blinkova                          | Jasmine Paolini                       | 6-2, 3-6, 6-2    | details |
| 10 oktober            | Transylvania Open Cluj-Napoca, Roemenië WTA 250 $ 251.750 - hardcourt (i) - 32S/24Q/16D                           | Kirsten Flipkens Laura Siegemund       | Kamilla Rachimova Jana Sizikova       | 6-3, 7-5         | details |
| 17 oktober            | Guadalajara Open Guadalajara, Mexico WTA 1000 $ 2.527.250 - hardcourt - 56S/32Q/28D                               | Jessica Pegula                         | Maria Sakkari                         | 6-2, 6-3         | details |
| 17 oktober            | Guadalajara Open Guadalajara, Mexico WTA 1000 $ 2.527.250 - hardcourt - 56S/32Q/28D                               | Storm Sanders Luisa Stefani            | Anna Danilina Beatriz Haddad Maia     | 7-6, 6-7, [10-8] | details |
| 17 oktober            | Open Rouen Métropole Rouen, Frankrijk WTA 125 $ 115.000 - hardcourt (i) - 32S/8Q/13D                              | Maryna Zanevska                        | Viktorija Golubic                     | 7-6, 6-1         | details |
| 17 oktober            | Open Rouen Métropole Rouen, Frankrijk WTA 125 $ 115.000 - hardcourt (i) - 32S/8Q/13D                              | Natela Dzalamidze Kamilla Rachimova    | Misaki Doi Oksana Kalasjnikova        | 6-2, 7-5         | details |
| 24 oktober            | Abierto Tampico Tampico, Mexico WTA 125 $ 115.000 - hardcourt - 32S/11Q/13D                                       | Elisabetta Cocciaretto                 | Magda Linette                         | 7-6, 4-6, 6-1    | details |
| 24 oktober            | Abierto Tampico Tampico, Mexico WTA 125 $ 115.000 - hardcourt - 32S/11Q/13D                                       | Tereza Mihalíková Aldila Sutjiadi      | Ashlyn Krueger Elizabeth Mandlik      | 7-5, 6-2         | details |
| 31 oktober            | Dow Tennis Classic Midland, Verenigde Staten WTA 125 $ 115.000 - hardcourt (i) - 32S/16Q/16D                      | Caty McNally                           | Anna-Lena Friedsam                    | 6-3, 6-2         | details |
| 31 oktober            | Dow Tennis Classic Midland, Verenigde Staten WTA 125 $ 115.000 - hardcourt (i) - 32S/16Q/16D                      | Asia Muhammad Alycia Parks             | Anna-Lena Friedsam Nadija Kitsjenok   | 6-2, 6-3         | details |
| 31 oktober 7 november | WTA Finals Fort Worth, Verenigde Staten Officieus wereldkampioenschap $ 5.000.000 - hardcourt (i) - 8S(RR)/8D(RR) | Caroline Garcia                        | Aryna Sabalenka                       | 7-6, 6-4         | details |
| 31 oktober 7 november | WTA Finals Fort Worth, Verenigde Staten Officieus wereldkampioenschap $ 5.000.000 - hardcourt (i) - 8S(RR)/8D(RR) | Veronika Koedermetova Elise Mertens    | Barbora Krejčíková Kateřina Siniaková | 6-2, 4-6, [11-9] | details |

### November
| week van    | toernooi                                                                           | winnares | verliezend finaliste | uitslag finale |         |
| ----------- | ---------------------------------------------------------------------------------- | --- | --- | --- | ------- |
| 7 november  | Copa LP Chile Colina, Chili WTA 125 $ 115.000 - gravel - 32S/8Q/16D                | Mayar Sherif | Kateryna Baindl | 3-6, 7-6, 7-5 | details |
| 7 november  | Copa LP Chile Colina, Chili WTA 125 $ 115.000 - gravel - 32S/8Q/16D                | Jana Sizikova Aldila Sutjiadi | Mayar Sherif Tamara Zidanšek | 6-1, 3-6, [10-7] | details |
| 7 november  | ITF Billie Jean King Cup (eindtoernooi) Glasgow, Verenigd Koninkrijk               | Zwitserland | Australië | 2–0 | details |
| 7 november  | ITF Billie Jean King Cup (play-offs)                                               | Brazilië 3–1 Argentinië Duitsland 3–1 Kroatië Frankrijk 3–1 Nederland Mexico 4–0 Servië Oekraïne 3–1 Japan Oostenrijk 3–2 Letland Roemenië 4–0 Hongarije Slovenië 3–1 China | Brazilië 3–1 Argentinië Duitsland 3–1 Kroatië Frankrijk 3–1 Nederland Mexico 4–0 Servië Oekraïne 3–1 Japan Oostenrijk 3–2 Letland Roemenië 4–0 Hongarije Slovenië 3–1 China | Brazilië 3–1 Argentinië Duitsland 3–1 Kroatië Frankrijk 3–1 Nederland Mexico 4–0 Servië Oekraïne 3–1 Japan Oostenrijk 3–2 Letland Roemenië 4–0 Hongarije Slovenië 3–1 China | details |
| 14 november | Argentina Open Buenos Aires, Argentinië WTA 125 $ 115.000 - gravel - 32S/8Q/16D    | Panna Udvardy | Danka Kovinić | 6-4, 6-1 | details |
| 14 november | Argentina Open Buenos Aires, Argentinië WTA 125 $ 115.000 - gravel - 32S/8Q/16D    | Irina Maria Bara Sara Errani | Jang Su-jeong You Xiaodi | 6-1, 7-5 | details |
| 21 november | Montevideo Open Montevideo, Uruguay WTA 125 $ 115.000 - gravel - 32S/8Q/16D        | Diana Sjnajder | Léolia Jeanjean | 6-4, 6-4 | details |
| 21 november | Montevideo Open Montevideo, Uruguay WTA 125 $ 115.000 - gravel - 32S/8Q/16D        | Ingrid Gamarra Martins Luisa Stefani | Quinn Gleason Elixane Lechemia | 7-5, 6-7, [10-6] | details |
| 28 november | Crèdit Andorrà Open Andorra, Andorra WTA 125 $ 115.000 - hardcourt (i) - 32S/–Q/8D | Alycia Parks | Rebecca Peterson | 6-1, 6-4 | details |
| 28 november | Crèdit Andorrà Open Andorra, Andorra WTA 125 $ 115.000 - hardcourt (i) - 32S/–Q/8D | Cristina Bucșa Weronika Falkowska | Angelina Gaboejeva Anastasija Zacharova | 7-6, 6-1 | details |

### December
| week van    | toernooi                                                                                 | winnares                           | verliezend finaliste                    | uitslag finale |         |
| ----------- | ---------------------------------------------------------------------------------------- | ---------------------------------- | --------------------------------------- | -------------- | ------- |
| 5 december  | Open Angers Arena Loire Angers, Frankrijk WTA 125 $ 115.000 - hardcourt (i) - 32S/14Q/8D | Alycia Parks                       | Anna-Lena Friedsam                      | 6-4, 4-6, 6-4  | details |
| 5 december  | Open Angers Arena Loire Angers, Frankrijk WTA 125 $ 115.000 - hardcourt (i) - 32S/14Q/8D | Alycia Parks Zhang Shuai           | Miriam Kolodziejová Markéta Vondroušová | 6-2, 6-2       | details |
| 12 december | Open BLS de Limoges Limoges, Frankrijk WTA 125 $ 115.000 - hardcourt (i) - 32S/8Q/8D     | Anhelina Kalinina                  | Clara Tauson                            | 6-3, 5-7, 6-4  | details |
| 12 december | Open BLS de Limoges Limoges, Frankrijk WTA 125 $ 115.000 - hardcourt (i) - 32S/8Q/8D     | Oksana Kalasjnikova Marta Kostjoek | Alicia Barnett Olivia Nicholls          | 7-5, 6-1       | details |

## Primeurs
Speelsters die in 2022 hun eerste WTA-enkelspeltitel wonnen:
- Anastasija Potapova in Istanbul, Turkije
- Beatriz Haddad Maia (Brazilië) in Saint-Malo, Frankrijk
- Claire Liu (VS) in Parijs, Frankrijk
- Martina Trevisan (Italië) in Rabat, Marokko
- Jule Niemeier (Duitsland) in Makarska, Kroatië
- Zheng Qinwen (China) in Valencia, Spanje
- Jang Su-jeong (Zuid-Korea) in Båstad, Zweden
- Bernarda Pera (VS) in Boedapest, Hongarije
- Marie Bouzková (Tsjechië) in Praag, Tsjechië
- Ana Bogdan (Roemenië) in Iași, Roemenië
- Valentini Grammatikopoulou (Griekenland) in Vancouver, Canada
- Julia Grabher (Oostenrijk) in Bari, Italië
- Linda Fruhvirtová (Tsjechië) in Chennai, India
- Tamara Korpatsch (Duitsland) in Boedapest, Hongarije
- Elisabetta Cocciaretto (Italië) in Tampico, Mexico
- Caty McNally (VS) in Midland, VS
- Panna Udvardy (Hongarije) in Buenos Aires, Argentinië
- Diana Sjnajder in Montevideo, Uruguay
- Alycia Parks (VS) in Andorra
- Anhelina Kalinina (Oekraïne) in Limoges, Frankrijk

## Reglementen

### Toernooideelname
- WTA 250-toernooien die het minimum prijzengeld (t/m april: $ 239.477, vanaf mei: $ 251.750) betaalden, mochten maximaal één top tien-speelster toelaten tot het enkelspel en/of dubbelspel. WTA 250-toernooien die het prijzengeld met $ 250.000 verhoogden, mochten per verhoging van dat bedrag telkenmale een extra top tien-speelster toelaten. In het seizoen 2022 heeft geen enkel WTA 250-toernooi gebruik gemaakt van de regel om extra top tien-speelsters aan te trekken.
- Top tien-speelsters mochten maximaal drie WTA 250-toernooien per jaar spelen, indien zij voldaan hadden aan het 'commitment' tot het spelen van alle verplichte toernooien in het seizoen 2021. Indien een top tien-speelster hier niet aan had voldaan, mocht zij enkel twee WTA 250-toernooien spelen.[1]

## Uitzendrechten
De WTA-tennistoernooien zijn vanaf 2022 in Nederland te zien op Ziggo Sport (beschikbaar voor klanten van tv-aanbieder Ziggo) en betaalzender Ziggo Sport Totaal. De betaalzender Ziggo Sport Totaal beschikt over het eigen tenniskanaal Ziggo Sport Tennis. Ziggo Sport heeft de rechten overgenomen van ESPN, die de afgelopen jaren de WTA-tennistoernooien uitzond. Ziggo Sport gaat niet alle WTA-tennistoernooien live uitzenden omdat het tevens de rechten heeft van de ATP-tennistoernooien (voor mannen). Ziggo Sport maakt wekelijks de keuze welke toernooien van de WTA dan wel de ATP het meest interessant zijn.